# Silvia Rupil
Silvia Rupil (née le 15 mai 1985 à Gemona del Friuli, dans la province d'Udine) est une fondeuse italienne.

## Biographie
Silvia Rupil a débuté en Coupe du monde en 2006, puis a participé aux Jeux olympiques d'hiver en 2010, avec une quatrième place au relais comme meilleur résultat. Elle gagne collectivement en 2011, lors d'un relais de Coupe du monde disputé à Rybinsk. Son meilleur résultat en Championnat du monde est une quatrième place également lors du relais aux Mondiaux d'Oslo 2011. Elle n'est plus en activité depuis 2013.

## Palmarès

### Jeux olympiques d'hiver
| Épreuve / Édition                         | Vancouver 2010 |
| 10 km libre                               | 14e            |
| Poursuite 7,5 km classique + 7,5 km libre | 16e            |
| Relais 4 × 5 km                           | 4e             |

### Coupe du monde
- Meilleur classement général : 48e en 2011.
- 3 podiums par équipes, dont 1 victoire.
- Meilleur résultat individuel : 6e.